# Bahamas aux Jeux olympiques d'été de 2024
Les Bahamas participent aux Jeux olympiques de 2024 à Paris. Il s'agit de leur 18e participation à des Jeux olympiques d'été.
Les athlètes Steven Gardiner et Devynne Charlton sont nommés porte-drapeaux de la délégation bahaméenne.

## Nombre d’athlètes qualifiés par sport
Voici la liste des qualifiés et sélectionnés bahaméens par sport (remplaçants compris) :
| Sport      | Hommes | Femmes | Total |
| ---------- | ------ | ------ | ----- |
| Athlétisme | 9      | 7      | 16    |
| Natation   | 1      | 1      | 2     |
| Total      | 10     | 8      | 18    |

## Résultats

### Athlétisme

#### Hommes
| Athlètes             | Épreuve     | Premier tour (ou tour préliminaire) | Premier tour (ou tour préliminaire) | Repêchage (ou premier tour) | Repêchage (ou premier tour) | Demi-finales | Demi-finales | Finale  | Finale  |
| Athlètes             | Épreuve     | Temps                               | Rang                                | Temps                       | Rang                        | Temps        | Rang         | Temps   | Rang    |
| -------------------- | ----------- | ----------------------------------- | ----------------------------------- | --------------------------- | --------------------------- | ------------ | ------------ | ------- | ------- |
| Terrence Jones       | 100 m       | 10 s 31                             | 6e                                  | Non disputé                 | Non disputé                 | Éliminé      | Éliminé      | Éliminé | Éliminé |
| Wanya McCoy (en)     | 100 m       | 10 s 24                             | 5e                                  | Non disputé                 | Non disputé                 | Éliminé      | Éliminé      | Éliminé | Éliminé |
| Wanya McCoy (en)     | 200 m       | 20 s 35                             | 2e                                  | Dispensé                    | Dispensé                    | 20 s 61      | 5e           | Éliminé | Éliminé |
| Ian Kerr             | 200 m       | 20 s 53                             | 5e                                  | 20 s 60                     | 3e                          | Éliminé      | Éliminé      | Éliminé | Éliminé |
| Steven Gardiner      | 400 m       | Forfait                             | Forfait                             | Forfait                     | Forfait                     | Forfait      | Forfait      | Forfait | Forfait |
| Antoine Andrews (en) | 110 m haies | 13 s 43                             | 2e                                  | Dispensé                    | Dispensé                    | 13 s 43      | 8e           | Éliminé | Éliminé |

| Athlètes      | Épreuve         | Qualification | Qualification | Finale      | Finale  |
| Athlètes      | Épreuve         | Performance   | Rang          | Performance | Rang    |
| ------------- | --------------- | ------------- | ------------- | ----------- | ------- |
| Donald Thomas | Saut en hauteur | Pas de marque | Pas de marque | Éliminé     | Éliminé |

| Athlètes          | Épreuve  | 100 m   | SL     | LP      | SH     | 400 m   | 110 m H | LD     | SP      | LJ  | 1 500 m       | Total | Rang |
| ----------------- | -------- | ------- | ------ | ------- | ------ | ------- | ------- | ------ | ------- | --- | ------------- | ----- | ---- |
| Ken Mullings (en) | Résultat | 10 s 60 | 7,36 m | 14,19 m | 2,02 m | 49 s 43 | 13 s 70 | 4,80 m | 59,83 m | m   | 4 min 55 s 84 | 8 226 | 13e  |
| Ken Mullings (en) | Points   | 952     | 900    | 740     | 822    | 841     | 1 014   | 789    | 849     | 735 | 584           | 8 226 | 13e  |

#### Femmes
| Athlètes                | Épreuve     | Premier tour (ou tour préliminaire) | Premier tour (ou tour préliminaire) | Repêchage (ou premier tour) | Repêchage (ou premier tour) | Demi-finales | Demi-finales | Finale   | Finale   |
| Athlètes                | Épreuve     | Temps                               | Rang                                | Temps                       | Rang                        | Temps        | Rang         | Temps    | Rang     |
| ----------------------- | ----------- | ----------------------------------- | ----------------------------------- | --------------------------- | --------------------------- | ------------ | ------------ | -------- | -------- |
| Devynne Charlton        | 100 m haies | 12 s 71                             | 2e                                  | Dispensée                   | Dispensée                   | 12 s 50      | 2e           | 12 s 56  | 6e       |
| Denisha Cartwright (en) | 100 m haies | 12 s 89                             | 4e                                  | 13 s 45                     | 7e                          | Éliminée     | Éliminée     | Éliminée | Éliminée |
| Charisma Taylor (en)    | 100 m haies | 12 s 78                             | 4e                                  | Dispensée                   | Dispensée                   | 12 s 63      | 3e           | Éliminée | Éliminée |

| Athlètes             | Épreuve           | Qualification | Qualification | Finale      | Finale   |
| Athlètes             | Épreuve           | Performance   | Rang          | Performance | Rang     |
| -------------------- | ----------------- | ------------- | ------------- | ----------- | -------- |
| Charisma Taylor (en) | Triple saut       | 14,01 m       | 15e           | Éliminée    | Éliminée |
| Rhema Otabor         | Lancer du javelot | 57,67 m       | 27e           | Éliminée    | Éliminée |

#### Mixte
| Athlètes                                                                                     | Épreuve          | Premier tour  | Premier tour | Finale   | Finale   |
| Athlètes                                                                                     | Épreuve          | Temps         | Rang         | Temps    | Rang     |
| -------------------------------------------------------------------------------------------- | ---------------- | ------------- | ------------ | -------- | -------- |
| Wendell Miller (en) Zion Miller Alonzo Russell Lacarthea Cooper Quincy Penn Javonya Valcourt | Relais 4 × 400 m | 3 min 14 s 58 | 8e           | Éliminés | Éliminés |

### Natation
| Athlète           | Épreuve                 | Séries  | Séries | Demi-finales | Demi-finales | Finale   | Finale   |
| Athlète           | Épreuve                 | Temps   | Rang   | Temps        | Rang         | Temps    | Rang     |
| ----------------- | ----------------------- | ------- | ------ | ------------ | ------------ | -------- | -------- |
| Lamar Taylor (en) | 100 m nage libre hommes | 48 s 84 | 26e    | Éliminé      | Éliminé      | Éliminé  | Éliminé  |
| Rhanishka Gibbs   | 50 m nage libre femmes  | 26 s 27 | 31e    | Éliminée     | Éliminée     | Éliminée | Éliminée |